# Deux Filles d'Espagne
Pour plus de détails, voir Fiche technique et Distribution.
Deux Filles d'Espagne ou Deux jeunes filles se ressemblent est un court métrage muet français réalisé par Albert Capellani, sorti en 1911.

## Fiche technique
- Titre : Deux Filles d'Espagne
- Titre alternatif : Deux jeunes filles se ressemblent
- Réalisation : Albert Capellani
- Scénario : Maurice Dênecheau
- Photographie :
- Montage :
- Producteur :
- Société de production : Société cinématographique des auteurs et gens de lettres (S.C.A.G.L.)
- Société de distribution :  Pathé Frères
- Pays d'origine :  France
- Langue : film muet avec les intertitres en français
- Métrage : 195 mètres
- Format : Noir et blanc — 35 mm — 1,33:1 —  Muet
- Genre : Comédie dramatique
- Durée : 6 minutes 30
- Date de sortie :
  - France : 27 septembre 1911

## Distribution
- Émile Mylo : Matéo, le fiancé de Mercédès
- Charles Dechamps : Fernando, l'amant de Conchita
- La California : Señora Mercédès / La cigarière Conchita
- Nadia D'Angely
- Léontine Massart
- Maurice Luguet
- Darmody
- Faivre